# Last Vegas
Ne doit pas être confondu avec The Last Vegas.
Pour plus de détails, voir Fiche technique et Distribution.
Last Vegas ou Virée à Vegas au Québec est un film américain réalisé par Jon Turteltaub et sorti en 2013.

## Synopsis
Amis d'enfance, Billy, Paddy, Archie et Sam se connaissent depuis près de soixante ans. Sam (Kevin Kline) est marié à Miriam (Joanna Gleason) et mène une vie banale dans un bâtiment pour personnes âgées en Floride. Archie (Morgan Freeman), deux fois divorcé et retraité de l'armée de l'air, s'est installé avec son fils, qui le surprotège, et sa famille dans le New Jersey, depuis qu'il a eu un accident vasculaire cérébral. Quant à Paddy (Robert De Niro), il vit seul dans son appartement de Brooklyn depuis le décès de son épouse, Sophie, un an auparavant. Billy (Michael Douglas) est un entrepreneur à succès à Malibu en couple avec une femme de 31 ans, Lisa (Bre Blair). Après avoir fait sa demande en mariage à Lisa lors de l'enterrement d'un de ses proches, Billy trouve une bouteille de scotch qu'ils avaient volée durant leur enfance et appelle Sam et Archie afin d'organiser un enterrement de vie de garçon avant le mariage, qui aura lieu le week-end à Las Vegas. Sa femme l'autorisant à la tromper, Sam part dans le New Jersey pour prendre Archie, qui s'est enfui pour assister à l’événement. Les deux compères partent pour Brooklyn afin d'aller chercher Paddy, pour enfin partir au rendez-vous de Billy à Vegas.
Ce voyage à Vegas permet aux quatre amis de vivre une seconde jeunesse et d'aplanir la brouille entre Paddy et Billy. Paddy reproche en effet à Billy de ne pas s'être rendu à l'enterrement de Sophie l'année précédente. Mais leur séjour à Las Vegas va également permettre au quatuor de Brooklyn de mettre en perspective leurs problèmes respectifs.

## Fiche technique
- Titre original et français : Last Vegas
- Titre québécois : Virée à Vegas[1]
- Réalisation : Jon Turteltaub
- Scénario : Dan Fogelman
- Musique : Mark Mothersbaugh
- Direction artistique : Mark Garner
- Décors : David J. Bomba
- Costumes : Dayna Pink
- Photographie : David Hennings
- Montage : David Rennie
- Production : Amy Baer, Joseph Drake et Laurence Mark

Production déléguée : Nicole Brown, Lawrence Grey, Nathan Kahane et Jeremiah Samuels
Coproduction : John Brooks Klingenbeck et Matt Leonetti
- Sociétés de production : CBS Films, Gidden Media, Good Universe et Outlaw Sinema
- Sociétés de distribution : CBS Films (États-Unis) ; Universal Pictures International France (France)
- Pays de production :  États-Unis
- Langue originale : anglais
- Format : couleur - 35 mm - 2,35:1 - son Dolby Digital
- Genre : comédie
- Durée : 105 minutes
- Dates de sortie[2] :
  - États-Unis, Canada : 1er novembre 2013
  - France : 27 novembre 2013[3]
- Classification :
  - France : Classification CNC[4] : tous publics

## Distribution
- Michael Douglas (VF : Patrick Floersheim ; VQ : Marc Bellier) : Billy Gherson
- Robert De Niro (VF : Jacques Frantz ; VQ : Jean-Marie Moncelet) : Patrick « Paddy » Connors
- Morgan Freeman (VF : Benoît Allemane ; VQ : Guy Nadon) : Archibald « Archie » Clayton
- Kevin Kline (VF : Dominique Collignon-Maurin ; VQ : Jean-Luc Montminy) : Sam Harris
- Mary Steenburgen (V.F. : Béatrice Agenin ; V. Q. : Nathalie Coupal) : Diana Boyle
- Michael Ealy (V.F. : Xavier Thiam ; V. Q. : Jean-Philippe Baril-Guérard) : Ezra Clayton, le fils d'Archie
- Joanna Gleason : Miriam Harris
- Jerry Ferrara (V.F. : Franck Lorrain ; V. Q. : Marc St-Martin) : Todd
- Roger Bart (V.F. : Jérémie Covillault ; V. Q. : Benoit Éthier) : Maurice
- Romany Malco (V.F. : Sidney Kotto ; V. Q. : Renaud Paradis) : Lonnie
- Bre Blair (V.F. : Ethel Houbiers ; V.Q. : Violette Chauveau) : Lisa
- April Billingsley (VF : Laëtitia Lefebvre)  : la demoiselle d'honneur
- Ashley Spillers : (V.F. : Caroline Pascal) : Elizabeth
- Redfoo (VF : Asto Montcho) : lui-même
- 50 Cent : lui-même (non crédité)

Source et légende : Version française (V. F.) sur RS Doublage et selon le carton de doublage ; Version québécoise (V. Q.) sur Doublage Québec

## Production

### Attribution des rôles
Jack Nicholson a longtemps été attaché au projet, mais indisponible, le choix s'est finalement porté sur Michael Douglas. Pour le personnage de Sam, Christopher Walken et Dustin Hoffman furent pressentis pour l'incarner, mais après le refus des deux acteurs, Kevin Kline est choisi pour l'incarner.

### Tournage
Le tournage débute en novembre 2012 à Las Vegas et continue à Atlanta.

## Sortie et accueil

### Critique
Dès sa sortie, Last Vegas obtient un accueil critique mitigé : dans les pays anglophones, 47 % des 129 commentaires collectés sur le site Rotten Tomatoes sont positifs, pour une moyenne de 5,3⁄10, tandis qu'il obtient un score de 48⁄100 sur le site Metacritic, pour 34 commentaires collectés. En France, il obtient une réception similaire avec une moyenne de 2,4⁄5, pour huit critiques.
Pour Le Figaro Magazine, « pas vraiment drôle ni distrayant, ni distingué, ce Very Bad Trip version senior manque d’air. On se console avec les décors, qui permettent de visiter le Strip sans avoir à boucler sa ceinture ».

### Box-office
Last Vegas a rencontré un succès commercial, rapportant 134 402 450 $ de recettes mondiales, dont 63 914 167 $ rien qu'aux États-Unis. Le film a rapporté 11 476 116 $ au Royaume-Uni, ce qui est la meilleure recette à l'étranger . En revanche, Last Vegas ne rencontre pas de succès en France, puisqu'il totalise que 210 621 entrées, dont 94 787 entrées sur Paris, tout en étant resté trois semaines consécutives dans le top 20 hebdomadaire.
| Pays ou région | Box-office      | Date d'arrêt du box-office | Nombre de semaines |
| -------------- | --------------- | -------------------------- | ------------------ |
| États-Unis     | 63 914 167 $    | 20 février 2014            | 16                 |
| France         | 210 621 entrées | 8 janvier 2014             | 6                  |
| Monde          | 134 402 450 $   | 16 mars 2014               | —                  |
| Québec         | 730 773 $       | 24 novembre 2013           | 4                  |

## Distinctions

### Récompenses
- Alliance of Women Film Journalists Awards 2013 : plus grande différence d'âge entre l'acteur principal et la femme qu'il convoite pour Michael Douglas et Bre Blair